# Macrodiprion
Macrodiprion är ett släkte av steklar som beskrevs av Eduard Enslin 1914. Macrodiprion ingår i familjen barrsteklar.
Släktet innehåller bara arten Macrodiprion nemoralis.